# Hijaluronoglukozaminidaza
Hijaluronoglukozaminidaza (EC 3.2.1.35, hijaluronidaza, hijaluronoglukozidaza, hondroitinaza, hondroitinaza I) je enzim sa sistematskim imenom hijaluronat 4-glikanohidrolaza. Ovaj enzim katalizuje sledeću hemijsku reakciju
Randomna hidroliza (1->4)-veza između -acetil-beta-D-glukozamina i D-glukuronatnih ostataka u hijaluronatu
Ovaj enzim takođe hidrolizuje 1,4-beta-D-glikozidne veze između -acetil-galaktozamina ili N-acetilgalaktozamin sulfata i glukuronske kiseline u hondroitinu, hondroitin 4- i 6-sulfatima, i dermatanu.

## Spoljašnje veze
- Hyaluronoglucosaminidase на 